# Диас, Гай Хендрикс
Гай Хендрикс Диас (англ. Guy Hendrix Dyas; род. 20 августа 1968) — британско-американский художник-постановщик. Он сотрудничал с Кристофером Ноланом в его научно-фантастическом триллере «Начало», который принёс ему номинацию на премию «Оскар», а также премию «BAFTA» за лучший работу художника-постановщика. В 2017 году Диас был номинирован на ещё одну премию «Оскар», на этот раз за свою работу над фильмом «Пассажирами». В 2010 году Диас стал первым британским художником-постановщиком, получившим премию «Гойя» за лучшую работу художника-постановщика за свою работу над исторической эпопеей Алехандро Аменабара «Агора», премьера которой состоялась на Каннском кинофестивале 2009 года. Ранее Диас получал три номинации подряд на премию Гильдии арт-директоров за свою работу по производству и дизайн фильма Стивена Спилберга «Индиана Джонс и Королевство хрустального черепа», «Золотой век» Шекхара Капура и «Возвращение Супермена» для Брайана Сингера. Он получил премию Гильдии арт-директоров в 2011 году за работу над фильмом «Начало». Он также получил номинацию на премию «BAFTA» в 2007 году за лучшую работу художника-постановщика «Золотой век», и в течение четырёх лет подряд Диас был назван The Sunday Times одним из десяти лучших британцев, работающих за камерой в Голливуде.

## Избранная фильмография
- «Робопокалипс» (TBA) — Стивен Спилберг
- «Спенсер» (2021) — Пабло Ларраин
- «История Лизи» (2021) — Пабло Ларрейн, Джей Джей Абрамс и Стивен Кинг
- «Гемини» (2019) — Энг Ли
- «Щелкунчик и четыре королевства» (2018) — Лассе Халльстрём и Джо Джонстон
- «Пассажиры» (2016) — Мортен Тильдум
- «Стив Джобс» (2015) — Дэнни Бойл
- «Кибер» (2015) — Майкл Манн
- «Начало» (2010) — Кристофер Нолан
- «Агора» (2009) — Алехандро Аменабар
- «Индиана Джонс и Королевство хрустального черепа» (2008) — Стивен Спилберг
- «Золотой век» (2007) — Шекхар Капур
- «Возвращение Супермена» (2006) — Брайан Сингер
- «Братья Гримм» (2005) — Терри Гиллиам
- «Люди Икс 2» (2003) — Брайан Сингер

## Награды и номинации
- 2017: Номинация на премию «Оскар» за лучшую работу художника-постановщика за фильм «Пассажиры»
- 2011: Номинация на премию «Оскар» за лучшую работу художника-постановщика за фильм «Начало»
- 2011: Премия «BAFTA» за лучшую работу художника-постановщика за фильм «Начало»
- 2008: Номинация на премию Британской академии кино и телевизионных искусств за лучший дизайн-постановки за фильм «Золотой век»
- 2017: Премия Гильдии художников-постановщиков США за «Пассажиры»
- 2011: Премия Гильдии художников-постановщиков США за фильм «Начало»
- 2009: Номинация на премию Гильдии художников-постановщиков США за фильм «Индиана Джонс и Королевство хрустального черепа»
- 2008: Номинация на премию Гильдии художников-постановщиков США за фильм «Золотой век»
- 2007: Номинация на премию Гильдии художников-постановщиков США за фильм «Возвращение Супермена»
- 2001: Номинация на премию Гильдии художников-постановщиков США «Клетка» в качестве художника-постановщика
- 2011: Премия «Выбор критиков» за лучшее достижение в области производственного дизайна за фильм «Начало»
- 2010: Премия «Гойя» за лучшее достижение в области производственного дизайна за фильм «Агора»
- 2011: Премия Ассоциации кинокритиков Лос-Анджелеса за лучший работу художника-постановщика за фильм «Начало»
- 2010: Премия Американского института киноискусства за фильм «Начало»